# هاري كارتر
هاري كارتر (بالإنجليزية: Harry Carter)‏ هو سياسي أسترالي، ولد في 5 مايو 1874، وتوفي في 25 يوليو 1952. انتخب عضو الجمعية التشريعية نيو ساوث ويلز.